# 斜里郡
- 令制国一覧 > 北海道 (令制) > 北見国 > 斜里郡
- 日本 > 北海道 > オホーツク総合振興局 > 斜里郡

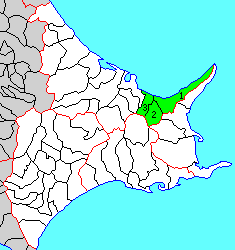
北海道斜里郡の位置（1.斜里町 2.清里町 3.小清水町）

斜里郡（しゃりぐん）は、北海道（北見国）オホーツク総合振興局の郡。
人口18,238人、面積1,426.78km²、人口密度12.8人/km²。（2025年6月30日、住民基本台帳人口）
以下の3町を含む。
- 斜里町（しゃりちょう）
- 清里町（きよさとちょう）
- 小清水町（こしみずちょう）

## 郡域
1879年（明治12年）に行政区画として発足して以来、郡域は上記3町のまま変更されていない。

## 歴史

### 郡発足までの沿革
江戸時代の斜里郡域は西蝦夷地に属し、当初は松前藩によって開かれたソウヤ場所に含まれたが寛政2年以降は新たにシャリ場所が設けられていた。寛政8年8月21日には斜里神社が創建されている。享和元年八王子千人同心千人頭原胤敦によって釧路国川上郡虹別（現標茶町）から摩周湖の東を通り斜里郡トンダベックシを結ぶ斜里山道が開削された。
江戸時代後期になると、南下政策を強力に進めるロシアの脅威に備え、文化4年斜里郡域は天領とされ津軽藩が出張陣屋を築き警固をおこなった。この時、シャリで越冬時に多数犠牲者を出した津軽藩士殉難事件がおこっている。また、文化年間にそれまで蝦夷の人々が利用していた根室国標津郡のチライワツタリから根北国境を越え斜里郡に入りワツカオイに至る8里32町（34.9km）、ワツカオイから斜里に至る10里30町（42.5km）など3区間にわたる道を斜里場所の蝦夷も請負い改修した、斜里越も開削されている。文政4年には一旦松前藩領に復したものの、安政2年再び天領となり今度は会津藩が斜里に出張陣屋を築き警固をおこなった。安政3 - 4年ころ知床半島にある硫黄山が噴火している。安政6年以降、6藩分領にともない会津藩領となっていた。戊辰戦争（箱館戦争）終結直後の1869年、大宝律令の国郡里制を踏襲して斜里郡が置かれた。

### 郡発足以降の沿革
- 明治2年

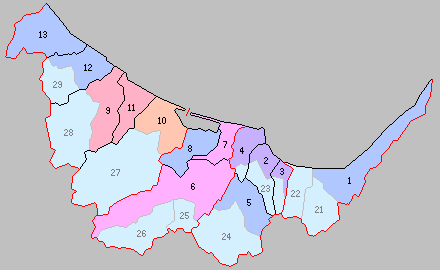
北海道一・二級町村制施行時の斜里郡の町村（1.斜里村 青：合併を経ていない町村 水色：分立して現存する町村 21.上斜里村 22.小清水村）

  - 8月15日（1869年9月20日） - 北海道で国郡里制が施行され、北見国および斜里郡が設置される。開拓使が管轄。
  - 8月29日（1869年10月4日） - 名古屋藩の領地となる（北海道の分領支配）。
- 明治3年6月19日（1870年7月17日） - 再び開拓使の管轄となる。
- 明治5年
  - 4月9日（1872年5月15日） - 全国一律に戸長・副戸長を設置（大区小区制）。
  - 10月10日（1872年11月10日） - 4月に設置された区を大区と改称し、その下に旧来の町村をいくつかまとめて小区を設置（大区小区制）。
  - 同年、シヤリ村、アヲシマイ村、オンネベツ村、ヤンベツ村、シユマトカリ村が成立。
- 明治8年（1875年） - 各村名に漢字を当て、斜里村、蒼琄村、遠音別村、止別村、朱円村とする。
- 明治9年（1876年）9月 - 従来開拓使において随意定めた大小区画を廃し、新たに全道を30の大区に分ち、大区の下に166の小区を設けた。

- 第27大区
  - 1小区 ： 蒼琄村、止別村、斜里村、朱円村、遠音別村

- 明治12年（1879年）7月23日 - 郡区町村編制法の北海道での施行により、行政区画としての斜里郡が発足。
- 明治13年（1880年）7月 - 網走郡外三郡役所（網走斜里常呂紋別郡役所）の管轄となる。
- 明治15年（1882年）2月8日 - 廃使置県により根室県の管轄となる。
- 明治19年（1886年）
  - 1月26日 - 廃県置庁により北海道庁根室支庁の管轄となる。
  - 2月 - 根室支庁が廃止。
- 明治30年（1897年）11月5日 - 郡役所が廃止され、網走支庁の管轄となる。
- 大正4年（1915年）4月1日 - 北海道二級町村制の施行により、斜里村、蒼瑁村、止別村、遠音別村、朱円村の区域をもって斜里村（二級村）が発足。（1村）
- 大正8年（1919年）4月1日 - 斜里村の一部（蒼瑁村および止別村の一部）が分立して小清水村（二級村）が発足。（2村）
- 昭和13年（1938年）4月1日 - 斜里村が北海道一級町村制を施行。
- 昭和14年（1939年）1月1日 - 斜里村が町制施行して斜里町となる。（1町1村）
- 昭和18年（1943年）
  - 4月1日 - 斜里町の一部（斜里村・止別村の各一部）、小清水村の一部（止別村の一部）が分立して上斜里村（一級村）が発足。（1町2村）
  - 6月1日 - 北海道一・二級町村制が廃止され、北海道で町村制を施行。二級町村は指定町村となる。
- 昭和21年（1946年）10月5日 - 指定町村を廃止。
- 昭和22年（1947年）5月3日 - 地方自治法の施行により北海道網走支庁の管轄となる。
- 昭和28年（1953年）10月1日 - 小清水村が町制施行して小清水町となる。（2町1村）
- 昭和30年（1955年）8月1日 - 上斜里村が改称のち町制施行して清里町となる。（3町）
- 平成22年（2010年）4月1日 - 網走支庁が廃止され、オホーツク総合振興局の管轄となる。